# 日本扁柏
日本扁柏（学名：Chamaecyparis obtusa），又名云片柏，为柏科扁柏属的植物，分布在日本地区。中国大陆的广州、青岛、南京、上海、庐山、河南、杭州等地，生长于海拔1,300米至2,800米的地区，目前已由人工引种栽培。
日本扁柏為相當高級的木材，因此不少日本古代建物採用日本扁柏。位於三重縣伊勢市的伊勢神宮曾於18世紀至20世紀1960年代擁有專屬的扁柏森林，以作為其式年遷宮時更新木材的來源之用，因木材質地良好，伊勢神宮換下來的木材仍可移給其他神社使用。
除了作為建築的木材，因其濃郁的香氣，還可提煉精油。